# Empoasca inaequiformis
Empoasca inaequiformis är en insektsart som beskrevs av Cunningham och Ross 1965. Empoasca inaequiformis ingår i släktet Empoasca och familjen dvärgstritar. Inga underarter finns listade i Catalogue of Life.